# Aliments en pols
Els aliments en pols són el conjunt de viandes de diferent origen que es poden processar com a aliments secs i en partícules fines. La seva finalitat en l’àmbit industrial és, generalment, la de proveir una alternativa eficaç per en termes de manipulació, transport i emmagatzematge alimentari. S'inclouen en aquesta definició aquells aliments reduïts a partícules amb una mida mitjana inferior als 100 micròmetres, elevada densitat aparent i que es caracteritzen per la seva baixa activitat de l’aigua.

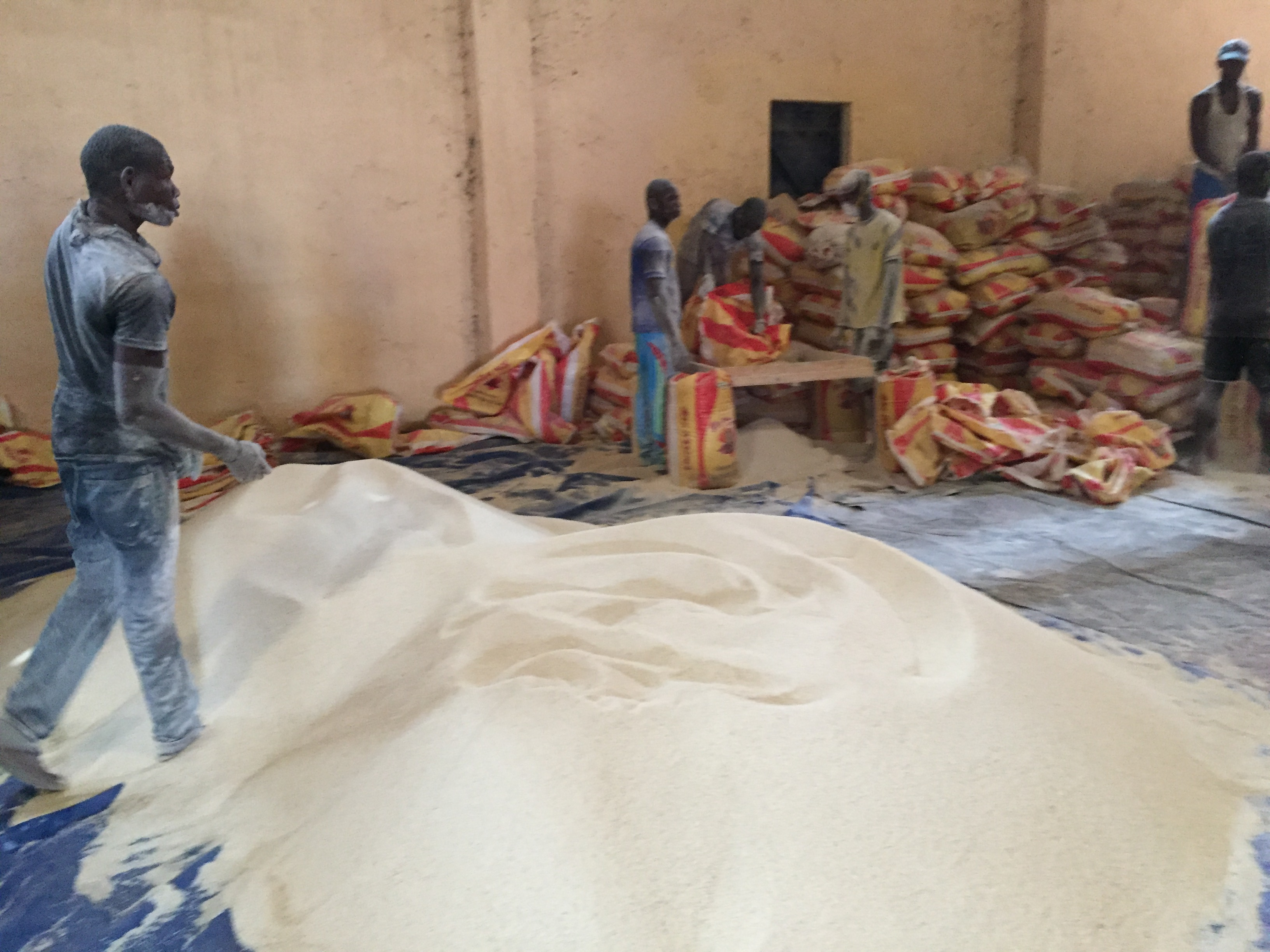
Reacondicionament de l'arròs per convertir-lo en pols al Senegal.

El menjar en pols abasta un gran ventall d’aliments, tant pel que fa a aliments crus i frescos com la fruita, les hortalisses i verdures, carns i peixos, lactis, com també olis i greixos, cereals o processats. Els primers aliments d’aquest tipus que es varen aconseguir foren la llet en pols l’any 1855 –per bé que no se’n va iniciar la producció industrial fins a l’any 1953– i també la sopa instantània en pols produïda per Maggi el 1884.
Pel que fa a les seves propietats físiques i atesa la seva baixa activitat hídrica, els aliments disgregats en pols pateixen el risc de l’aterrossament: una aglomeració i compactació de les partícules que en poden fer canviar la textura i, per tant, les seves propietats organolèptiques.